# Johan Vansummeren
Johan Vansummeren (ur. 4 lutego 1981 w Lommel) – były belgijski kolarz szosowy, zawodnik profesjonalnej grupy Ag2r-La Mondiale.

## Najważniejsze osiągnięcia
2002
- 1. miejsce Zellik-Galmaarden

2005
- 4. miejsce w Tour Down Under

2006
- 1. miejsce w Tour of Britain

2007
- 1. miejsce w Tour de Pologne
  - 1. miejsce na 7. etapie

2008
- 8. miejsce Paryż-Roubaix

2009
- 5. miejsce Paryż-Roubaix

2011
- 1. miejsce Paryż-Roubaix
- 1. miejsce w Duo Normand (z Thomasem Dekkerem)

2012
- 9. miejsce Paryż-Roubaix

## Starty w Wielkich Tourach
| Grand Tour | 2004 | 2005 | 2006 | 2007 | 2008 | 2009 | 2010 | 2011 | 2012 | 2013 | 2014 | 2015 | 2016 |
| ---------- | ---- | ---- | ---- | ---- | ---- | ---- | ---- | ---- | ---- | ---- | ---- | ---- | ---- |
| Giro       | -    | -    | -    | -    | -    | -    | -    | -    | -    | -    | -    | -    | -    |
| Tour       | -    | 136. | 109. | 62.  | 86.  | 90.  | 29.  | -    | 147. | -    | 74.  | DNF  | -    |
| Vuelta     | 35.  | -    | -    | -    | -    | -    | -    | 70.  | 79.  | 88.  | 118. | 121. | -    |